# Bourbon (dryck)

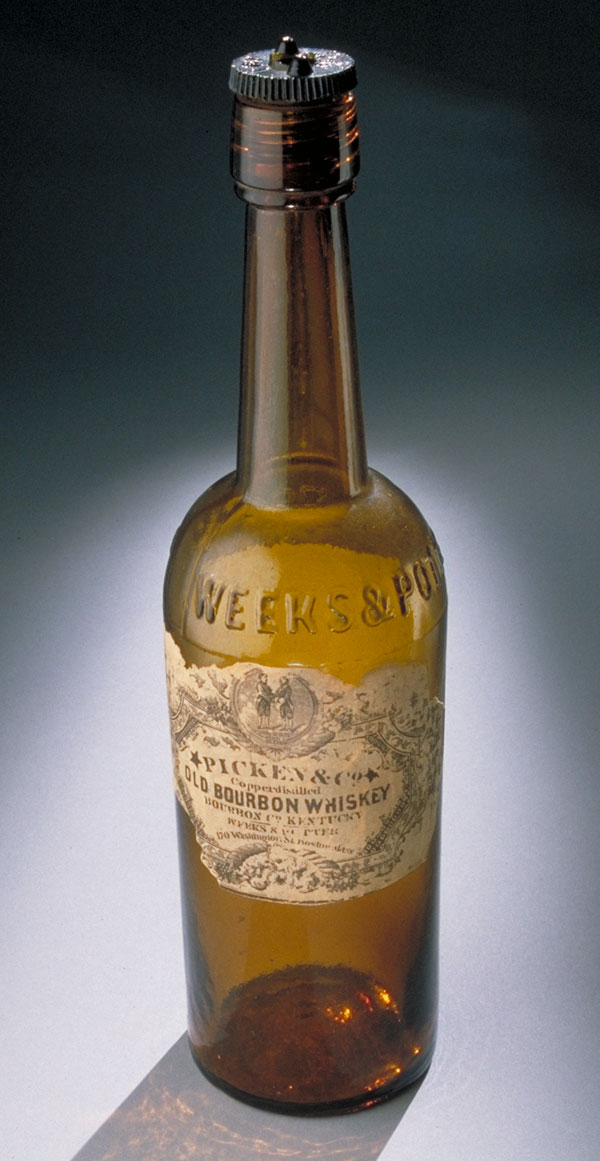
Bourbonflaska från Gettysburg.

Bourbon är en typ av amerikansk whiskey, en spritsort gjord huvudsakligen på majs. Namnet kommer av Bourbon County i Kentucky, USA, där den först namngavs.

## Historia
Det är oklart vem som började med att tillverka bourbon även om flera gör anspråk på att vara först. En uppfattning är att den i Bourbon County boende baptistpastorn Elijah Craig är den första som destillerar sprit gjord på majs. Detta är daterat till den 14 juni 1789. Han har även fått äran för att vara den förste som lagrade drycken på kolade ekfat. Lokalt i Kentucky anges Jacob Spears som den förste som namngav sitt destillat "Bourbon whiskey."
Förmodligen började invandrade skottar, irländare och engelsmän försöka framställa whiskey så fort de började bruka jorden i det som sedermera blev Kentucky. När området etablerades 1785 var det ett enormt område som blev Bourbon County. Det namngavs efter huset Bourbon, den dåvarande franska kungafamiljen. När Bourbon County delades i många mindre enheter fortsatte området ändå att kallas ”Old Bourbon”. Tunnorna som skeppades därifrån märktes med ”Old Bourbon” och blev synonymt med whisky gjord på majs i början på 1800-talet.
Under förbudstiden fanns det endast ett fåtal destillerier i USA, som tilläts tillverka whiskey för medicinskt bruk. När förbudet hävdes försökte de amerikanska tillverkarna snabbt få ut sina produkter på marknaden. Kvaliteten tog då skada och bourbon fick ett dåligt rykte som har tagit tid att hämta in.
För att en whiskey ska få kallas bourbon ska
- majsinnehållet vara minst 51%, resten består av vete och/eller råg och korn.
- drycken inte destilleras till högre alkoholhalt än 160 U.S. proof, vilket motsvarar 80 volymprocent
- drycken vara fri från sockerkulör (E150)
- drycken lagras på nya fat av rostad amerikansk ek.
- drycken ha en alkoholhalt understigande 62,5 volymprocent

Det finns ingen tidsgräns för lagringen annat att den åtminstone ska ha lagrats "ett tag" (briefly). För en bourbon där ovanstående uppfylls och om
- drycken lagrats mer än två år får den kallas Straight Bourbon
- drycken lagrats mindre än fyra år måste lagringstiden anges på flaskan
- dryckens flaska är märkt med en lagringstid ska det vara lagringstiden för den yngsta whiskeyn i flaskan

Detta efter ett kongressbeslut 1964.
I USA mältas inte alltid råvarorna. Whiskyn lagras sedan på nya ekfat som kolats på insidan, det ger den en karakteristisk smak och arom av vanilj.
För att konkurrera med exklusivare icke-amerikanska produkter till exempel single malt har destillerierna infört egna högkvalitetsklassningar; single barrel, small batch och small scale bourbon.

## Industriell tillverkning
Sedan förbudstidens slut har destillerierna arbetat i större skala, det betyder att single malt inte gör sig som kvalitetsstämpel i USA eftersom nästan alla destillerier uppfyller en definition motsvarande single malt. Jim Beam är världens mest sålda bourbon. Jim Beam Co, med säte i Deerfield, Illinois grundades av Jacob Beam redan 1795 och är därmed ett av USA:s äldsta företag. Det är nu sjunde generationen Beam som garanterar att traditionerna förs vidare, med ett recept som varit praktiskt taget oförändrat i över 200 år. Flaggskeppet i portföljen är Jim Beam Kentucky Straight Bourbon Whiskey.
Bourbon är en sprit som destilleras från majs utan tillsatta aromer. Den typiska typen av bourbon lagras i amerikanska vita ekfat i minst fyra år eller tills alkoholhalten visar sig vara mindre än 21 %. Skotsk whisky kan ibland tillverkas av en mäsk av maltkorn och vete, men den största skillnaden mellan de båda är att Bourbon måste tillverkas av majs. 

## Single barrel
Single barrel kallas den whiskey som tappas på flaska från ett och samma fat. Eftersom det är faten som ger en stor del av smaken till whiskeyn, och alla fat är individuella, så kommer varje whiskeyflaska att få en egen karaktäristisk smak. Genom avsmakning väljs vilka fat som är mest lovande och lagringsförhållanden och lagringstid optimeras. Ett exempel på single barrel är Wild Turkey Rare Breed.

## Small batch
Small batch är en whiskey, som även om den tillverkas av ett stort destilleri, tillverkas enligt småskaliga metoder. De mest lovande faten hanteras på samma sätt som Single Barrel. För att minska skillnaderna mellan årgångarna blandar man dock whiskeyn från de olika faten. Metoden och produkten lanserades av Jim Beam Co och ett exempel på en av deras small batch-produkter är Knobs Creek.

## Small scale
Small scale, liten skala, är just destillerier som tillverkar whiskey i liten skala och satsar på hög kvalitet. En av dessa är Maker's Mark som grundades 1840 och startade igen efter ett uppehåll under förbudstiden.